# Vang nóng

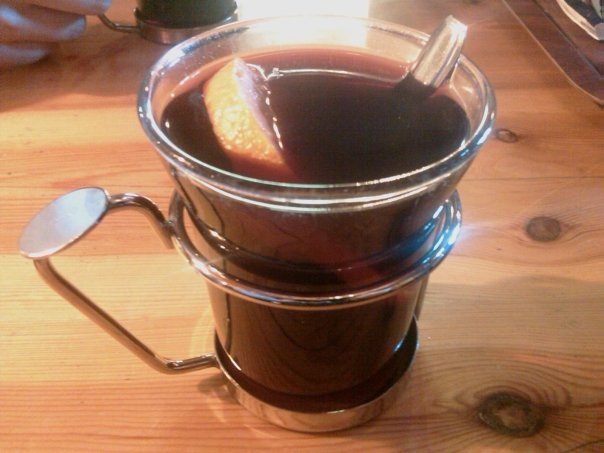
Một tách vang nóng

Vang nóng (tiếng Đức: Glühwein) là một thức uống nóng, thường được làm bằng rượu nho đỏ pha với các gia vị khác đun nóng lên. Vang nóng thường được uống theo truyền thống vào mùa đông, một món uống không thể thiếu tại các chợ giáng sinh Đức.